# Навохоа
Навохоа (ісп. Navojoa) — п'яте за розміром місто в північному мексиканському штаті Сонора. Місто знаходиться на півдні штату і розташоване за 680 км від кордону штату з Аризоною, штатом США.

## Історія
Назва міста походить від слова мовою майо, що означає «дім кактусів» («Navo»= кактус, «Jova»= дім). Ще до іспанського вторгнення долина була заселена народом майо. Поруч із річкою Майо, на якій стоїть місто, містяться декілька геогліфів.
У вересні 1536 року іспанець Дієго де Гузман став першим європейцем, що відвідав долину, а вже 1614 року там почали селитися єзуїтські місіонери. Саме місто засновано 7 травня 1907 року.
Через віддаленість від Мехіко, регіон довгий час був поза увагою керівництва країни, особливо під час боротьби за незалежність на початку XIX століття. Однак місто набуло деякої важливості після мексиканської революції 1910 року. Мексиканський революціонер Альваро Обрегон народився в маленькому містечку поряд з Навохоа. Ставши президентом Мексики, він почав впроваджувати в долині сучасні методи сільського господарства і зробив її однією з найуспішніших у Мексиці.

## Демографія
Навохоа — п'яте за розміром місто в Сонорі (після Ермосійо, Кахеме, Ногалеса і Сан-Луїс-Ріо-Колорадо) з чисельністю населення близько 144 598 осіб.
Станом на 2005 рік дохід на душу населення в муніципалітеті Навохоа становив $7915, а індекс розвитку людського потенціалу був 0,8251.

## Міста-побратими
- Іспанія: Альмерія
- Мексика: Мехікалі
- США: Санта-Фе-Спрінг